# Комендант

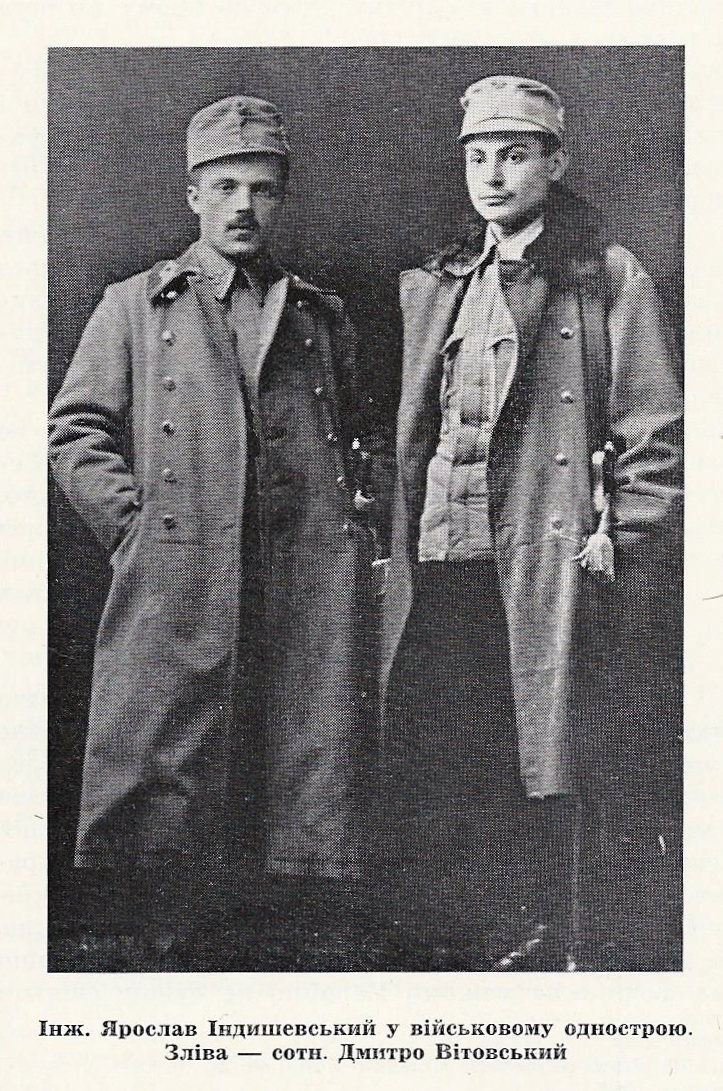
Крайовий комендант УВО Ярослав Індишевський (праворуч) та начальний командант УГА Дмитро Вітовський
(ліворуч)

Комендант (фр. commandant — командир) — посада, що має різні значення:
- Начальник гарнізону фортеці.
- Комендант гарнізону міста — виконує нагляд за дотриманням дисципліни у військах, що розташовані в місті, за несенням вартової служби та утриманням військових, заарештованих за дисциплінарні порушення для утримання на гауптвахті. У Збройних силах України — начальник військової комендатури гарнізону.
- Військовий комендант залізничної станції — офіцер, що призначається для нагляду за правильним та своєчасним відправленням військових частин та вантажу, а також за завантаженням та розвантаженням військових потягів.
- Комендант головної квартири — посада у російській імператорській армії, що створювалася на час воєнних дій при польовому штабі. Під його підпорядкуванням перебував конвой з жандармською частиною та обоз головної квартири. Також йому підпорядковувалися всі маркітанти, ремісники, прислуга й узагалі всі цивільні особи, що перебували на території розташування головної квартири.
- Комендант на окупованій території — начальник міста, місцевості, призначений командуванням окупаційних військ.
- Комендант місцевості, на якій запроваджено надзвичайний стан — відповідальний за забезпечення режиму надзвичайного стану; як і попередній, має право вводити комендантську годину.

Комендант – уповноважена особа органу військового управління, яка призначається наказом військового командування або військової адміністрації (у разі її утворення) та якій надано повноваження щодо організації та забезпечення заходів під час запровадження комендантської години та встановлення спеціального режиму світломаскування на території, де запроваджено комендантську годину та/або встановлено спеціальний режим світломаскування, координації дій сил і засобів підрозділів та органів військового управління Збройних Сил та інших утворених відповідно до законів військових формувань, правоохоронних органів (підрозділів), органів виконавчої влади, органів місцевого самоврядування, військових адміністрацій(у разі їх утворення) на такій території.